# Angolyppa scabra
Genre
Espèce
Angolyppa scabra, unique représentant du genre Angolyppa, est une espèce d'opilions laniatores de la famille des Assamiidae.

## Distribution
Cette espèce est endémique d'Angola. Elle se rencontre vers le lac Calundo.

## Description
Le mâle syntype mesure 4,6 mm et la femelle syntype 4,6 mm.

## Publication originale
- Lawrence, 1957 : « A third collection of opiliones from Angola. » Publicações culturais Companhia de Diamantes de Angola (Diamang), Serviços Culturais, vol. 34, p. 51–66.